# Потоки (Черкасская область)
Пото́ки (укр. Потоки) — село в Катеринопольском районе Черкасской области Украины.
Население по переписи 2001 года составляло 328 человек. Почтовый индекс — 20533. Телефонный код — 4742.

## Местный совет
20533, Черкасская обл., Катеринопольский р-н, c. Потоки